# Kaunas
Kaunas  (in russo Каунас? o, anticamente, Кoвнo, in polacco Kowno, in tedesco Kauen) è una città della Lituania, capoluogo dell'omonima contea, di 378943 abitanti. È la seconda città della Lituania per numero di abitanti dopo Vilnius, nonché il principale centro industriale del paese. Ospita l'Università tecnica di Kaunas, una delle maggiori università tecniche per numero di studenti nelle repubbliche baltiche.

## Geografia fisica
È situata nella parte centrale del paese alla confluenza dei fiumi Nemunas e Neris a circa 100 km a ovest della capitale Vilnius.

### Clima
| Kaunas              | Mesi | Mesi | Mesi | Mesi | Mesi | Mesi | Mesi | Mesi | Mesi | Mesi | Mesi | Mesi | Stagioni | Stagioni | Stagioni | Stagioni | Anno |
| Kaunas              | Gen  | Feb  | Mar  | Apr  | Mag  | Giu  | Lug  | Ago  | Set  | Ott  | Nov  | Dic  | Inv      | Pri      | Est      | Aut      | Anno |
| ------------------- | ---- | ---- | ---- | ---- | ---- | ---- | ---- | ---- | ---- | ---- | ---- | ---- | -------- | -------- | -------- | -------- | ---- |
| T. max. media (°C)  | −2,4 | −1,3 | 3,4  | 11,1 | 18,2 | 21,4 | 22,5 | 22,1 | 17,0 | 10,8 | 4,3  | 0,0  | −1,2     | 10,9     | 22,0     | 10,7     | 10,6 |
| T. min. media (°C)  | −7,7 | −7,4 | −3,8 | 2,0  | 7,2  | 10,6 | 12,2 | 11,7 | 8,0  | 4,0  | 0,0  | −4,6 | −6,6     | 1,8      | 11,5     | 4,0      | 2,7  |
| Precipitazioni (mm) | 37   | 28   | 34   | 41   | 50   | 71   | 77   | 69   | 56   | 52   | 52   | 47   | 112      | 125      | 217      | 160      | 614  |

## Storia
Nel 1361 venne per la prima volta citata in un documento scritto una fortezza alla confluenza dei fiumi Neris e Nemunas, il Castello di Kaunas. Diverse volte il Castello di Kaunas fu attaccato e distrutto dai cavalieri dell'Ordine teutonico che volevano in tal modo unificare i loro possedimenti dell'Estonia con quelli della Prussia Orientale. Nel 1410 la sconfitta dei Cavalieri Teutonici nella battaglia di Tannenberg pose un termine a questi continui attacchi.
Nel 1408 la città Kaunas ottenne il diritto di Magdeburgo e la sua importanza commerciale crebbe rapidamente dopo l'aggregazione alla Lega anseatica nel 1440. In pochi anni la città divenne un importante centro economico e commerciale. Nel 1732 la città fu distrutta da un incendio, mentre nel 1795 passò all'Impero russo e divenne capoluogo dell'omonimo governatorato.
Nel 1918 la Lituania divenne indipendente, ma poco dopo le truppe polacche invasero la capitale Vilnius e Kaunas divenne la capitale provvisoria (Laikinoji Sostine) della Lituania dal 1920 al 1940. In questo periodo la città conobbe notevole espansione, vennero costruiti nuovi quartieri, industrie, infrastrutture e nel 1922 fu aperta un'università che fu ribattezzata nel 1930 Vytautas Magnus e che in seguito divenne Politecnico di Kaunas ed è oggigiorno l'Università tecnica di Kaunas.
Nel 1940 fu invasa dalle truppe sovietiche e poco dopo, nel 1941, da quelle tedesche che la occuparono fino al 1944. Durante l'occupazione tedesca a Kaunas furono massacrati (vicino al Forte IX), oltre all'intera popolazione ebraica locale di circa 40.000 persone, anche migliaia di ebrei deportati dalla Germania e dall'Austria, tra i quali il noto storico e pedagogo breslavico Willy Cohn (1888-1941). Nel 1944 la Lituania entrò a far parte dell'URSS, da cui nel 1990 proclamò poi la sua Indipendenza.
Uno dei simboli della città è il girasole, oltre al seminatore di stelle, una statua di bronzo del 1939 che rappresenta un contadino intento alla semina. Di notte, illuminata, proietta su un muro un fascio di puntini che sembrano stelle.
Ha ottenuto il riconoscimento del Marchio del patrimonio europeo nel 2014.
È stata scelta per essere capitale europea della cultura nel 2022, insieme ad Esch-sur-Alzette; a seguito dello slittamento nel calendario delle capitali europee della cultura determinato dalla pandemia di COVID-19 sarà loro associata anche Novi Sad.
Nel 2023  l’architettura modernista di Kaunas è stata iscritta nella Lista del Patrimonio Mondiale UNESCO.

## Monumenti e luoghi d'interesse

### Città Vecchia
La città Vecchia (in lituano "senamiestis") sorge su una penisola alla confluenza dei fiumi Nemunas e Neris, i fiumi principali che attraversano il paese. Il primo nucleo dell'abitato si sviluppò intorno alla Fortezza o Castello di Kaunas.

### Castello

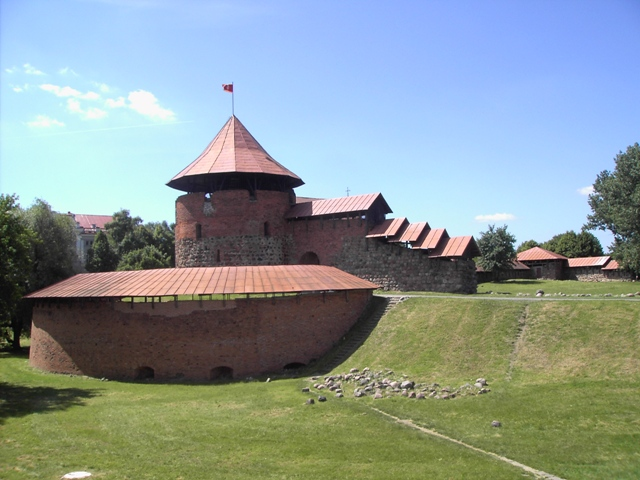
Castello

Del Castello di Kaunas (in lituano "Kauno Pilis"), costruito alla fine del XIII secolo come avamposto contro i Cavalieri Teutonici, rimane poca cosa. Nel corso dei secoli la Fortezza venne distrutta e ricostruita più volte e fu utilizzata anche come carcere. Solo recentemente si è assisitito al recupero parziale della struttura.

### Fortezza di Kaunas

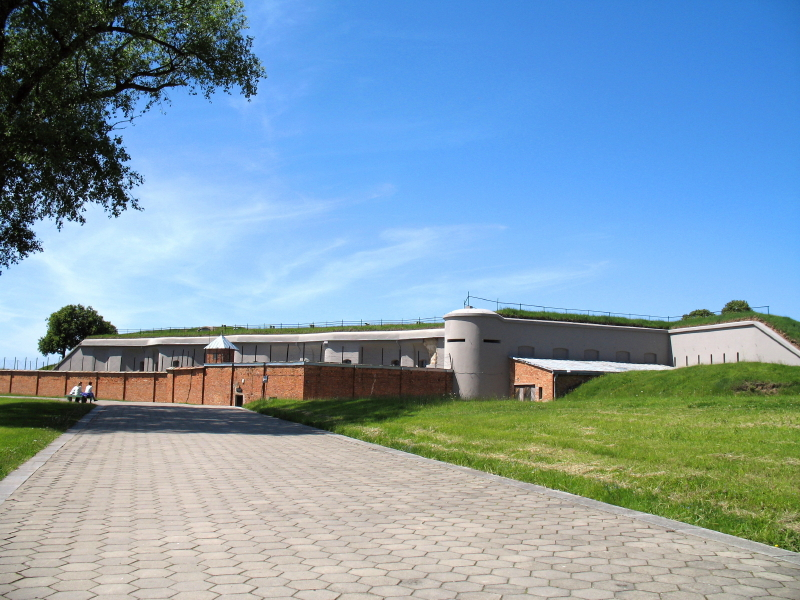
Il Nono Forte come ricostruito dopo la seconda guerra mondiale

Con fortezza di Kaunas si indica l'insieme di rovine di un complesso fortificato situato a Kaunas, in Lituania. Fu costruita e rinnovata tra il 1882 e il 1915 per proteggere i confini occidentali dell'Impero russo. Durante la prima guerra mondiale, il complesso risultò la base operativa e difensiva più estesa dell'intero stato, con ben 65 km² di superficie di estensione.
La fortezza subì un primo assalto nel 1915, quando la Germania attaccò l'Impero russo e resistette undici giorni prima di cadere in mano al nemico. Dopo la Grande Guerra, l'importanza militare della fortezza diminuì e al contempo molte delle apparecchiature e dei sistemi difensivi divennero sempre più obsoleti.
Durante la seconda guerra mondiale, alcune sezioni del complesso della fortezza furono utilizzate dalla Germania nazista per la detenzione, l'interrogatorio e l'esecuzione di prigionieri. Circa 50.000 persone vi persero la vita, tra cui oltre 30.000 vittime dell'Olocausto. Alcune aree sono state restaurate da allora: il Nono Forte ospita un museo e un memoriale dedicato alle vittime delle esecuzioni di massa in tempo di guerra. Il complesso è l'esempio rimanente meglio conservato di una fortezza dell'Impero russo.

### Vecchio Municipio

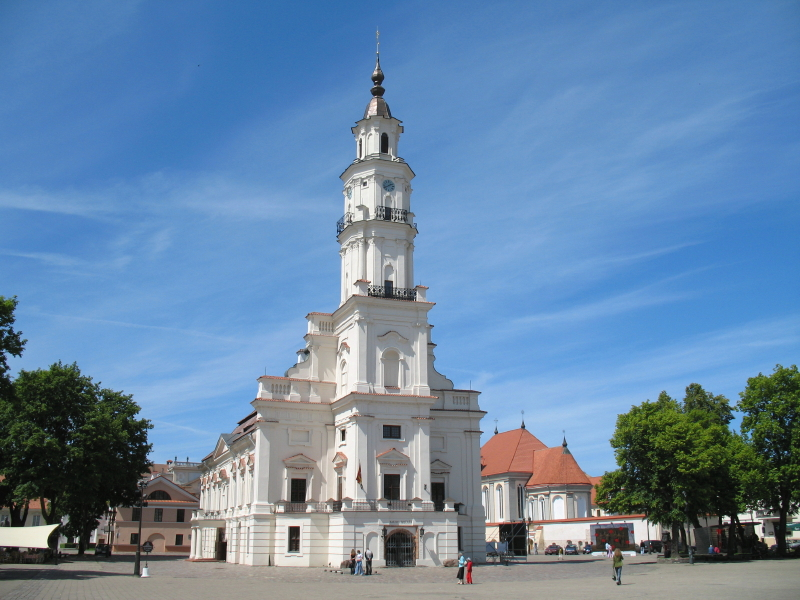
Vecchio Municipio

Il Vecchio Municipio (in lituano "Rotušė") è situato al centro di una pittoresca piazza quadrangolare, la Piazza del Municipio, che in passato era il centro della Città Vecchia e ospitava il mercato di Kaunas. L'edificio è detto "il cigno bianco" per via della torre che si innalza dalla sua facciata e che raggiunge i 53 metri. Fu costruito nel 1542 e nel corso dei secoli ha cambiato varie volte destinazione d'uso. Attualmente viene usato per cerimonie, in particolare matrimoni civili, e come edificio di rappresentanza.

### Architetture religiose

#### Chiesa di Vitoldo il Grande
Questa chiesa fu fatta costruire nel XV secolo da Vitoldo per ringraziare la santa Vergine Maria per avergli salvato la vita a seguito della disastrosa sconfitta riportata nella battaglia del fiume Vorskla. Il luogo di culto venne affidato ai frati francescani. Il fiume Nemunas più volte nel corso dei secoli è tracimato allagando la chiesa e provocando molti danni. Nel 1812 i soldati di Napoleone trasformarono il luogo di culto in un deposito di munizioni; nel 1831 il monastero francescano adiacente venne chiuso dalle autorità russe. Tra il 1850 e il 1899 l'edificio venne trasformato in una chiesa ortodossa. Tra alterne vicende l'edificio è giunta fino ai giorni nostri. La chiesa, a croce latina, è uno splendido esempio di stile gotico che fa ricorso al mattone come materiale di costruzione. La torre campanaria è stata aggiunta in un secondo momento probabilmente per aiutare la navigazione sul fiume Nemunas.

#### Chiesa di San Giorgio

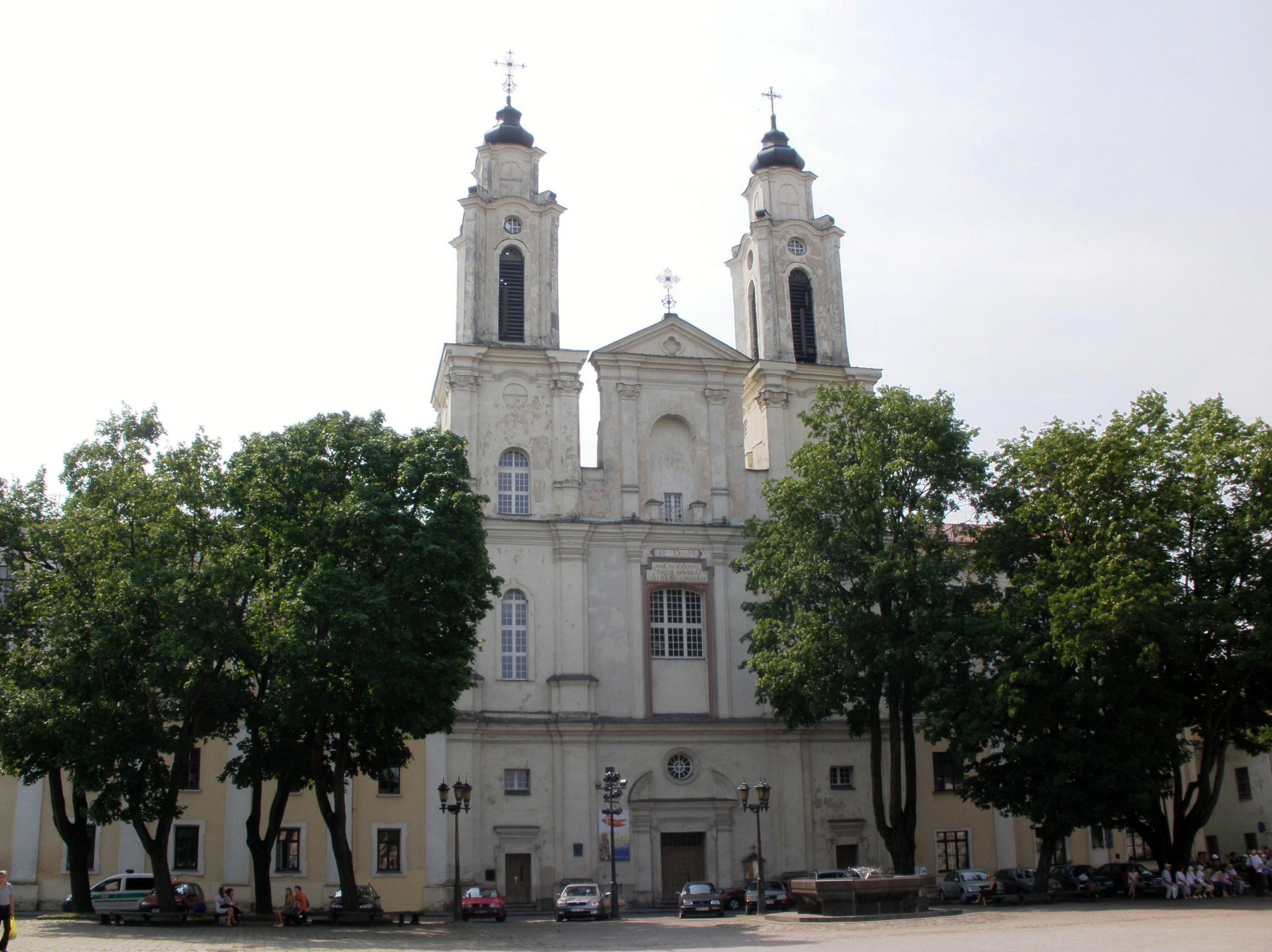
Chiesa di San Francesco Saverio

La chiesa di San Giorgio è una delle prime chiese erette nella Città Vecchia di Kaunas nel XV secolo in stile gotico. Nel corso dei secoli subì incendi, distruzioni, rimaneggiamenti e ricostruzioni più o meno aderenti al progetto iniziale. I soldati napoleonici la trasformarono in un magazzino e durante il periodo della Dominazione Sovietica divenne una sala da ballo. Nel 1993 venne affidata ai francescani.

#### Chiesa di San Francesco Saverio
Sinagoga di Kaunas

## Cultura

### Istruzione

#### Università
La città è sede dell'università tecnica di Kaunas, fondata nel 1922.

## Infrastrutture e trasporti
La principale via d'accesso alla città è principale autostrada lituana, la strada maestra A1, che collega Vilnius a porto di Klaipėda. Dalla città dipartono anche la strada maestra A5 per Marijampolė e la frontiera polacca e la strada maestra A6 per Zarasai e il confine lettone.
La città è servita da una propria stazione ferroviaria, tra le più importanti della Lituania.
La città è servita dall'Aeroporto Internazionale di Kaunas. Attualmente diverse compagnie aeree low cost utilizzano questo aeroporto per collegare la Lituania con numerose città europee.

## Amministrazione

### Gemellaggi
- Grenoble, dal 1997
- Cava de' Tirreni, dal 2008
- Addis Abeba
- Pordenone
- Brno[8]
- Storo
- Canosa Sannita
- Los Angeles
- Tampere
- Linköping
- Breslavia, dal 2003

### Patti d'amicizia
- Ferrara, dal 1998

## Sport
L'FBK Kaunas, squadra di calcio di Kaunas è la più vittoriosa del paese e nella città si trova il più grande stadio lituano (capienza: 20.000 spettatori). 
Celeberrima è la squadra di pallacanestro, BC Žalgiris, che negli anni ottanta divenne per ben tre volte campione sovietico ottenendo anche ottimi risultati in campo internazionale. La società attualmente appartiene ad Arvydas Sabonis, uno dei più celebri cestisti europei degli anni ottanta e novanta.
È la città natale di Airinė Palšytė, altista lituana.
A gennaio 2024 la Zalgirio Arena ha ospitato i campionati europei di pattinaggio artistico sul ghiaccio.